# Mascagnia tucuruensis
Mascagnia tucuruensis är en tvåhjärtbladig växtart som beskrevs av C.E.Anderson. Mascagnia tucuruensis ingår i släktet Mascagnia och familjen Malpighiaceae. Inga underarter finns listade i Catalogue of Life.